# The Parachutes
Parachutes war eine deutsche Post-Hardcore-Band, die von 2002 bis 2014 bestand.

## Geschichte
Nach zahlreichen Konzerten, unter anderem mit Bands wie Waterdown, And the Winner Is, That Very Time I Saw, The Coalfield, Three Minute Poetry, Diatribe, A Case of Grenada, Tribute to Nothing (GB), tourten sie im Oktober 2004 mit der befreundeten Band Crash My DeVille zwei Wochen durch Deutschland.
2005 unterzeichnete die Band bei dem englischen Label Lockjaw Records einen Plattenvertrag und veröffentlichte kurze Zeit später dort ihr Debütalbum And I Won’t Stop Until You’ve Lost Everything You Ever Loved.
Danach konnte die Band weitere Konzerte mit Silverstein, boysetsfire, Spitalfield, Aiden, The Hurt Process und Hand to Hand und vielen weiteren Bands verzeichnen. 2006 folgten zwei weitere Touren durch Deutschland und England.
2007 gewann die Band das regionale Voting Battle of the Bands für das im selben Jahr stattfindende Taste of Chaos, wo sie neben international bekannten Bands wie The Used, Aiden und Rise Against spielten.
2008, nach dem Release des zweiten Studioalbums Vultures, tourten sie durch ganz Deutschland.
Im Mai 2009 tourten sie bereits zum zweiten Mal mit der befreundeten Band Alesana durch Deutschland.
Am 25. September 2009 erschien das dritte Studioalbum The Working Horse, welches im vorgehenden April und Mai aufgenommen wurde. Es wurde von Phil Hillen und von Troy Glessner (u. a. Underoath und Beloved) produziert.
Am 6. Oktober 2012 wurde ihr Konzeptalbum Blueprints, wie auch schon die beiden vorigen Alben, auf dem Label Redfield Records veröffentlicht.
Am 26. November 2013 kündigte die Band auf Facebook an, dass sie sich mit einem Abschiedskonzert am 18. Januar 2014 im Kleinen Klub der Garage Saarbrücken (eine von ihnen oft bespielte Location) auflösen wird.
Da im Vorverkauf nach Platzkontingent alle Eintrittskarten verkauft wurden, wurde das Konzert in das mehr Raum bietende Jugendzentrum Försterstraße verlegt. Nach der Vorgruppe Against Remain präsentierten die Parachutes anderthalb Stunden lang Lieder ihrer letzten drei Alben. Nach Abschluss des Konzerts verkaufte die Band (neben Restbeständen des Merchandise) als Dank an die Fans auch ihre in der Musikszene typischen Bühnen-Banner.
Am darauffolgenden Tag veröffentlichten sie auf ihrer Homepage ein Downloadpaket mit allen kostenlosen Liedern, die während des Bestehens der Band erschienen waren.

## Stil
Ihr Stil ähnelt vielen melodischen und musikalisch eingängigen bekannten amerikanischen Post-Hardcore-Bands wie Thrice oder Alexisonfire. Klanglich bestimmend wirken bei der Band typischerweise der Wechsel zwischen geschrienem und melodiös-poppigem Gesang, gebaut auf schnelleren, harmonischen Hardcore-Punkklängen.
Die Band selbst sieht jedoch auch viele Einflüsse aus dem Bereich Emo und Screamo.

## Diskografie

### Studioalben
- 2006: And I Won’t Stop Until You’ve Lost Everything You Ever Loved
- 2008: Vultures
- 2009: The Working Horse
- 2012: Blueprints

### Singles
- 2008: Fists up and Boots off Motherfuckers (nur als Download erhältlich)
- 2010: All the Right Moves (OneRepublic-Cover) (kostenloser Download)

### Extended Plays
- 2003: No, Seriously! We’re All Gonna Die! (4-Track-EP)
- 2005: Hell Yeah, This Is a Hollywood Ending (4-Track-Split mit Crash My DeVille)
- 2014: Downloadpaket mit allen acht bis dahin erschienenen kostenlosen Liedern

### Videos
- 2006: The Fallen
- 2008: Flatlines
- 2012: Let Me Build a Bridge and Tear It Down